# Jan Van Winckel
Jan Van Winckel is een Belgische UEFA Pro License voetbaltrainer en directeur van de BFC Pro (Belgian Professional Football Coaches). Hij is technisch adviseur van Al-Ahli in Jeddah en van de United Arab Emirates Football Association in de Verenigde Arabische Emiraten. 
Hij was van 1994 tot 2000 aan het werk bij Stade Leuven als assistent van Leon Nollet, Prof. Werner Helsen en later Donato Lallo. In die periode was hij ook trainer van twee universiteitsploegen: 1994-1996 Connecticut University Soccer in de Verenigde Staten en 1996-2002 Katholieke Universiteit Leuven, waar hij nog steeds actief is als wetenschapper aan het departement Biomedische Kinesiologie van Prof. Werner Helsen. 
Van 2000 tot 2003 was hij secretaris-generaal van de Vlaamse Zaalvoetbalbond, in combinatie met een job als assistent-trainer bij KV Mechelen. Daar werkte hij samen met Fi Vanhoof, Barry Hulshoff en Stéphane Demol.
Daarna trok hij als assistent van Aad de Mos naar Al-Hilal, de grootste club van Saoedi-Arabië. Al-Hilal won in de periode het kampioenschap met de Olympische ploeg (Prince Faysal Cup) en de Saudische beker (Crown Prince Cup). Jan Van Winckel stapte na twee seizoenen met Aad de Mos over naar de nationale ploeg van de Verenigde Arabische Emiraten. Daar was hij coach van de Olympische ploeg en assistent-bondscoach. 
In 2005 was hij nog enkele maanden actief bij zijn oude club KV Mechelen, als assistent-trainer.
In 2006 verscheen het boek "voetbalconditie" waar aan voetbalcoaches op een wetenschappelijke manier de beginselen van een seizoensplanning worden uitgelegd.
Van 2007 tot 2010 schreef hij verschillende boeken onder de noemer "Voetbal Special". Daarin worden actuele thema's zoals periodisering en post-formatie behandeld.
Vervolgens werkte Van Winckel 5 seizoenen bij Club Brugge KV als assistant-coach. Daarmee won hij in 2007 de Belgische beker en behaalde elk seizoen Europees voetbal. In 2011 verlengde Van Winckel zijn contract niet en ging in op een voorstel van Beerschot AC. Daar tekende hij een nieuw contract voor 4 jaar.
In Beerschot AC werkte hij voor de 2de maal samen met Jacky Mathijssen. In het seizoen 2011-12 verloor Beerschot op eigen veld niet. Op het einde van het seizoen verbrak Van Winckel zijn contract uit solidariteit met Jacky Mathijssen, die enkele weken voordien ontslagen werd.
In 2012 tekende Van Winckel een contract voor de Aziatische Vicekampioen Al-Ahli. Daar is hij hoofd van de sportwetenschappelijke staf en technische directeur van de jeugdopleiding. 
Van Winckel is lesgever voor de Belgische Voetbalbond (KBVB) en UEFA, bestuurder van TopSportsLab NV (spin-off van de K.U.Leuven) en bestuurder van de BFC Pro (Belgian Professional Football Coaches).
TopSportsLab, spin-off van de K.U.Leuven, werkt samen met de Belgische Voetbalbond, de Belgische Hockeybond, verschillende Belgische en Nederlandse voetbalclubs zoals AZ Alkmaar en Twente FC.

## Trainerscarrière
- 1994-2000 Stade Leuven (Assistent-Coach) (België)
- 1995-1997 University of Connecticut (Coach) (USA)
- 1997-2002 University of Leuven (Head-coach) (USA)
- 2000-2002 KV Mechelen (Assistent-Coach) (België)
- 2002-2004 Al-Hilal (Assistent-Coach)(Saoedi-Arabië)
- 2005-2006 Nationale ploeg Verenigde Arabische Emiraten (Assistent-Coach) (UAE)
- 2005-2006 Olympische ploeg Verenigde Arabische Emiraten (Head-Coach) (UAE)
- 07/2006-2011 Club Brugge KV (Assistent-Coach)
- 2011-2012 Beerschot AC (Assistent-Coach)
- 2012-2014 Al-Ahli (Jeddah) (Saoedi-Arabië)
- 2014- : Olympique de Marseille
- 2016- : Beerschot Wilrijk

## Prijzen
- 1996-2002 3 x winnaar Belgisch kampioenschap en 2 x winnaar Vlaams kampioenschap Katholieke Universiteit Leuven
- 2000-2002 Kampioen in 2de klasse KV Mechelen
- 2002-2004 Kampioenschap met de Olympische ploeg (2003) (Prince Faysal Cup) en de Saudische beker (2003)(Crown Prince Cup)[[[Al-Hilal]]] (Assistent-Coach)(Saoedi-Arabië)
- 2006 2de plaats COSAFA Cup (2006) Nationale ploeg Swaziland (Head-Coach)
- 07/2006-2011 Winnaar Belgisch beker (2007) Club Brugge KV (Assistent-Coach)
- 2012-... Winnaar kampioenschap met Olympische ploeg (2013), Winnaar beker met U17 (2012) Al-Ahli (Jeddah) (Technical Director)(Saoedi-Arabië)